# آنا فرناندس گارسیا
آنا فرناندس گارسیا (اسپانیایی: Ana Fernández García‎؛ زادهٔ ۱۰ نوامبر ۱۹۸۹) بازیگر اهل اسپانیا است. وی از سال ۲۰۰۷ میلادی تاکنون مشغول فعالیت بوده‌است.
از فیلم‌ها یا برنامه‌های تلویزیونی که وی در آنها نقش داشته‌است می‌توان به فیزیک یا شیمی و دختران تلفنچی اشاره کرد.